# Crusade
Crusade è una serie televisiva di fantascienza ideata da J. Michael Straczynski. La serie prende origine da Babylon 5 ed è considerata un vero e proprio spinoff. Le basi della trama di Crusade sono gettate nel film TV A Call to Arms, che secondo lo stesso Straczynski non può comunque venire considerato l'episodio pilota della serie, ma una produzione a sé stante. Crusade è stato interrotto dopo la messa in onda di solo 13 episodi della prima stagione, a seguito di conflitti nati tra Straczynski e la rete televisiva americana TNT, che doveva trasmettere l'intera serie e partecipava al finanziamento delle riprese. In origine, Crusade era stata pensata come composta da cinque stagioni di 22 episodi ciascuna.

## Trama
Crusade doveva raccontare le avventure della nave spaziale Excalibur della Alleanza Terrestre, il vascello tecnologicamente più avanzato a disposizione degli umani. Compito principale dell'equipaggio della Excalibur è di trovare una cura per un morbo devastante liberato nell'atmosfera terrestre dai Drakh, una razza ostile che mira a vendicarsi degli umani e dell'Alleanza Interstellare per aver convinto i propri maestri, le Ombre, ad abbandonare la galassia. L'Excalibur ha cinque anni di tempo per trovare una cura, trascorsi i quali il virus si sarà adattato alla fisiologia umana, portando alla cancellazione completa della vita sulla Terra.

## Cast e personaggi principali
- Capitano Matthew Gideon (Gary Cole)
- Capitano Elizabeth Lochley (Tracy Scoggins)
- Tenente John Matheson (Daniel Dae Kim)
- Max Eilerson (David Allen Brooks)
- Galen (Peter Woodward)
- Dottoressa Sarah Chambers (Marjean Holden)
- Dureena Nafeel (Carrie Dobro)

## Episodi
| Stagione       | Episodi | Prima TV USA | Prima TV Italia |
| -------------- | ------- | ------------ | --------------- |
| Prima stagione | 13      | 1999         |                 |